# Rio Cracul Mic (Agăstin)
O Rio Cracul Mic é um rio da Romênia, afluente do Agăstin, localizado no distrito de Bacău.